# Высокогорский механический завод
Высокогорский механический завод (ВМЗ) — ныне не существующее крупное снарядное и машиностроительное предприятие СССР. Завод располагался в Нижнем Тагиле Свердловской области.

## История

### Основание. Дореволюционная история
Завод стоит у Елизаровой горы. Строительство началось 30 ноября 1915 г. в поселке Нижне-Тагильского завода Верхотурского уезда Пермской губернии наследниками П. П. Демидова, с которыми Русское военное ведомство заключило договор о поставке для русской армии снарядов. «Высокогорский механический завод наследников П. П. Демидова князя Сан-Донато» выдал первую продукцию 1 августа 1916 г.

### 1918—1941
В январе—феврале 1918 г. завод был национализирован. В 1920 г. завод был реорганизован в вагоноремонтный и начал производить ремонт товарных вагонов, изготавливать тендеры, тяги и др. оборудование для железнодорожного транспорта. В 1923 г. завод был законсервирован и вновь начал восстанавливаться в 1927 г., в 1930 г. был получен первый государственный план производства корпусов снарядов, в 1931 г. приказом ВСНХ ему было присвоено наименование «завод № 63».

### В годы Великой Отечественной войны
В период Великой Отечественной войны на заводе впервые в СССР был внедрен метод магнитного дефектоскопирования с целью контроля сплошности металла, позволивший заменить визуальный метод контроля и выборочный контроль керосиновой пробой стопроцентным контролем деталей, резко увеличить качественные и количественные показатели производства корпусов снарядов. Решением наркомата боеприпасов СССР метод магнитного дефектоскопирования был распространен на все снарядные заводы СССР. Всего за годы войны завод изготовил более 7 млн корпусов морских, фугасных, бронебойных, осветительных, реактивных (для установки «Катюша») и др. типов снарядов и мин. На заводе было размещено и введено в эксплуатацию оборудование эвакуированного Донецкого завода точного машиностроения.
Головной танк Танковой колонны «Тагильский рабочий», состоявшей из 24-х танков Т-34, — танк «Прожектор», был построен на средства рабочих завода.

### Послевоенное время
По окончании войны завод наряду с военной начал производить продукцию для народного хозяйства: сельскохозяйственные и лесопосадочные машины, двигатели внутреннего сгорания, пастеризаторы, буровые замки, ветродвигатели, электродуховки.
В 1955 г. было освоено производство стиральных машин «Урал».
В 1951 г. завод был переименован в предприятие п/я 48, а в 1966 г. получил своё первоначальное наименование — «Высокогорский механический завод».
В течение всего послевоенного времени на заводе быстрыми темпами шла модернизация оборудования, механизация и автоматизация производственных процессов, в результате чего он уже начиная с 1960-х гг. являлся одним из лучших снарядных производств СССР.
Возраставшие требования к качеству производимой военной продукции вызвали необходимость проведения реконструкции металлургического производства, в ходе реализации которой в конце 1950-х — 1970-е гг. нагрев металла был переведен с угольного топлива на электроиндукционный нагрев, была внедрена принципиально новая технология, позволившая механизировать загрузку заготовок в индукционные нагревательные печи и выдачу их к рабочим местам.
За внедрение в производство впервые в СССР электронагревательных установок и мощных ионных преобразователей частоты тока ВМЗ в 1968 г. был удостоен диплома ВДНХ I степени, ряд работников завода были награждены государственными наградами.
Необходимость изготовления качественных медных кумулятивных воронок к противотанковым реактивным гранатам способствовала созданию уникального технологического процесса термообработки в кипящем слое и оборудования для его реализации (середина 1970-х гг.).
Во второй половине 1970-х гг. на ВМЗ впервые в советском машиностроении в промышленном масштабе было налажено производство порошковых деталей боеприпасов, что позволило значительно снизить расход металла в производстве, практически ликвидировать механическую дообработку деталей, существенно сократить трудозатраты, расход электроэнергии. Разработанная и внедренная при этом технология парооксидирования в кипящем слое позволила повысить коррозионную стойкость в 8 раз, сделать процесс скоростным, энергосберегающим и экологически чистым.

### 1990—2003
В начале 1990-х гг. начался спад производства в связи с резким сокращением государственного заказа. Производство изделий классической артиллерии было прекращено, сохранено лишь изготовление изделий ближнего боя (противотанковых реактивных гранат). Выпуск товаров народного потребления (мягкая мебель, посуда, парники, электропилы) не смог сохранить ВМЗ от распада.
В 1998 г. заводу присвоено наименование ГУП «Высокогорский механический завод», в 2001 г. — ФГУП «Высокогорский механический завод».
В 2003 г. завод вступил в процедуру банкротства, сохранившаяся часть спецпроизводства была передана Нижнетагильскому химическому заводу «Планта». После банкротства состоит из ряда частных, независимых друг от друга предприятий.

## Директора завода
- Ясионовский Фаддей Фомич (1915—1918)
- Ездаков (председатель делового совета, 1918)
- Чернявский Иван Петрович (1920—1923)
- Бутов Михаил Тимофеевич (1927—1931)
- Якушев Иван Александрович (1931—1933)
- Михайлов Александр Михайлович (1934—1935)
- Болотников Николай Федорович (1936—1937)
- Жуков Александр Леонтьевич (1937—1938)
- Демидов Иван Дмитриевич (1938—1941)
- Двойников Порфирий Викторович (1941—1942)
- Романовский Виктор Федорович (1942—1943)
- Демидов Иван Дмитриевич (1943—1944)
- Клименков Василий Яковлевич (1944—1946)
- Бадоев Султан Дженардыкоевич (1946—1956)
- Должиков Виктор Тимофеевич (1956—1968)
- Шимановский Иван Александрович (1968—1975)
- Минин Михаил Иванович (1975—1977)
- Антонов Виктор Александрович (1977—1981)
- Пирогов Юрий Борисович (1981—1984)
- Бачевский Николай Иванович (1984—1994)
- Банных Александр Федорович (1994—1997)
- Федоров Вячеслав Ильич (1997—2002)

## Награды
- Орден Ленина (16.09.1945)
- Диплом ВДНХ I степени (1968)